# Marcos Méndez
Marcos Noel Méndez Dávila (sinh ngày 6 tháng 2 năm 1986) là một tiền vệ bóng đá người Nicaragua hiện tại thi đấu cho Managua.

## Sự nghiệp câu lạc bộ
Méndez khởi đầu sự nghiệp tại câu lạc bộ quê nhà Masatepe và thi đấu cho Diriangén trước khi chuyển đến Managua năm 2011.

## Sự nghiệp quốc tế
Méndez có màn ra mắt cho Nicaragua vào tháng 5 năm 2011 trong trận giao hữu trước Cuba và tính đến tháng 12 năm 2013, có tổng cộng 8 lần ra sân, không ghi được bàn nào. Anh từng đại diện quốc gia trong 2 trận tại Vòng loại giải vô địch bóng đá thế giới.